# Erebia niphonica
Erebia niphonica är en fjärilsart som beskrevs av Oliver Erichson Janson 1877. Erebia niphonica ingår i släktet Erebia och familjen praktfjärilar. Inga underarter finns listade i Catalogue of Life.